# До краси
«До краси» (фр. Vers la beauté) — роман, написаний французьким письменником Давідом Фоенкіносом у 2018 році і опублікований у Парижі видавництвом Gallimard Gallimard editions.

## Про письменника і його стиль написання:[1]
Давід Фоенкінос — автор-француз. І це відчувається у кожному реченні, написаним його рукою. Легкість у мові, проте важкість сенсу. Короткі речення — довгі роздуми після його прочитання. Письменник ніби грається з читачем, як кішка з мишею: він дає сир, але провокує опісля смакувати неймовірно довго кожен його шматок.
Французька література завжди була відома своєю пишністю та вишуканістю мови. Однак «До краси» — це більше про сенсову красу та естетизм декорацій, ніж про довгі закручені рядки. Роман майорить цілим переліком назв французьких музеїв (Музей Орсе, Лувр), відомих митців усіх епох (Модільяні, Камерон, Далі) та непростими життєвими історіями трьох героїв, долі яких переплелись назавжди.

## Опис:[2]
Антуан Дюріс вирішує покинути успішну кар'єру науковця і стати звичайним доглядачем у музеї Орсе… Що могло змусити цього мовчазного і трохи відлюдькуватого дослідника творчості Модільяні обірвати усі старі зв'язки і не шукати нових? Яку страшну таємницю приховує його минуле? Здається, що Антуан від чогось втікає, і опинитися якомога ближче до краси — єдине, що зможе його врятувати. Можливо, так йому вдасться зцілитися від тягаря вини і навіть допомогти не лише собі.
Сюжет роману розпочинається з появи відомого науковця Антуана Дюріса у холі музею Орсе. Чоловік вимагає неймовірного — влаштуватися охоронцем до мистецької будівлі та полишити минуле успішне життя у Ліоні. Матільда, керівниця відділу кадрів, вагається, адже бачить приховані сенси та не може зрозуміти, навіщо науковець руйнує власне буття. Однак жінка навіть не здогадується: для Антуана це шлях до відшукування самого себе.
Фабула виглядає цікавою, зокрема завдяки стилю викладу розповіді та сюжетові. А описи картин у музеї Орсе — одна з родзинок «До краси».
Очевидно, долі Антуана та Матільди перетнуться. Проте у дуже незвичайному перетині, що радше можна порівняти із випадковим зіткненням людини з собакою на перехресті. Імовірність і тут, і тут суттєво низька, але вона трапляється.
Матільда, жінка, що пройшла крізь розлучення та виховує двох дітей, виділяється своєю чуйністю. Вона як викапана парижанка поєднує в собі витонченість та суворість, які разом формують її сильну особистість.
Доля Антуана була для нього прихильною всі сім років: кохана жінка, з якою він бачив щасливе майбутнє, улюблена робота та студенти, що горіли жагою до мистецтва. Втім картковий будинок має властивість руйнуватися. Першою карткою стала Луїза. Жінка залишає Антуана зі словами, що ці стосунки приречені на ніщо. Далі студенти вже не здаються чоловіку такими зацікавленими його лекціями. Окрім однієї дівчини…
Камілла ніколи не тягнулась до мистецтва. Дівчина взагалі більшу частину життя перебувала у вакуумі буття. Все змінюється після шкільної екскурсії, що розпалює у серці дівчинки любов до творчості. Камілла нарешті знаходить свою пристань та починає розвивати особливий талант. Однак за усіма законами жанру обов'язково щось має трапитись. І воно, звісно, трапляється. З того часу життя Камілли назавжди розділиться на «до» та «після».
«До краси» — роман про пошук та відновлення себе. Герої загублять себе та будуть намагатися побороти темряву, що поглинає їх зсередини.
Давід Фоенкінос створив дуже чуттєву та витончену історію. Тут нема місця зайвим сценами та героям. Жодного недолугого персонажа. Жодних спроб написати «вічну класику».
«До краси» — історія на один раз, бо вдруге прочитати ви її не зможете — дуже болючою вона вам здасться.

## Рецензії:[3]

### Краса дає полегшення. Краса зцілює
|  | Ця неймовірно красива і печальна історія, безумовно, про мистецтво, але, в першу чергу, вона про крихкість..крихкість людських відносин і крихкість людського життя. За романтичним заголовком і чарівною обкладинкою ховається важкий сюжет. В ньому переплетені кілька історій: дивакуватого викладача, працівниці музею та талановитої художниці. Вони - як і сам текст - залишають враження недосконалості, крихкості, нескінченної вразливості, замкнутості, меланхолійності та смутку. Їм не під силу раціоналізувати свої емоції, не під силу боротися з жахливим хаосом життя, що забирає у них найцінніше. І ця безпорадність відображає реальність - просту до безглуздості і складну до нестями. І тільки прагнення до полотен таких же втрачених і зламаних людей, до мистецтва, до краси тримає їх на плаву і дає надію на краще життя. Живопис в кінцевому підсумку рятує тут всіх. Але всіх по-своєму. В цьому і полягає чарівна сила мистецтва. Кожен шукає і знаходить в ньому своє. «До краси» - історія, в якій багато сумної ніжності, тягаря провини та незагоєних ран. Це історія про стосунки батьків та дітей, яким часом так не вистачає довіри та уваги один до одного. Це історія про значення мистецтва та цілющу силу краси. А ще в ньому так багато Франції. Я прочитала цю книгу на одному диханні, так само, як і колись інший твір автора - «Ніжність» . І вона так само захопила мене, з перших сторінок потрапляючи в саме серце. |

### Його тіло згорало всередині. Його могла врятувати тільки краса
|  | "До краси" - це роман французького письменника Давіда Фоенкіноса. Два роки тому у ВСЛ виходила його книга "Ніжність". За її мотивом знятий фільм, де головну роль зіграла відома акторка Одрі Тоту. У новому романі, " До краси", розповідається про Антуана Дюреса - науковця, викладача мистецтва, який переїжджає в Париж і влаштовуються музейним наглядачем. Для його родичів та друзів це стало несподіванкою, адже в нього чудова робота і не існує вагомої причини, аби все покинути і переїхати. То що ж змусило його обірвати зв'язок з минулим і стати мовчазним, відлюдькуватим?? Також в книзі є друга сюжетна лінія, яка тісно переплітається з першою - це історія про Каміллу. Про дівчину, яка відкрила в собі хист до малювання і про один вчинок який кардинально змінив її життя. Це книга про двох самотніх душ, яких могла врятувати та зцілити краса мистецтва. А ще це про натхнення, біль, пошук себе, мистецтво, любов тощо. "До краси" - це зворушлива, ніжна, меланхолійна, чуттєва історія, від якої серце починає шалено битися і тіло вкривається сиротами. Стиль написання поетичний. Обкладинка від Анастасії Стефурак неймовірна. |

### «Краса— то найкращий засіб проти непевності»
|  | Антуан Дюріс працює доглядачем залу в паризькому музеї Орсе та цілими днями витріщається на портрет Жанни Ебютерн роботи Амедео Модільяні. Його можна було б вважати звичайним диваком, але ж посаду викладача Академії мистецтв у Ліоні просто так не кидають. З перших сторінок стає зрозуміло, що його минуле приховує якусь страшну таємницю. То що ж змусило Антуана поставити хрест на успішній кар'єрі науковця та шукати порятунку у красі? Мистецтво стало тим рятівним колом, яке втримало головного героя на цьому світі. Однак воно, на жаль, не змогло втримати Каміллу Перотен. Більше того, саме мистецтво спричинило трагедію в житті Камілли. "До краси" - дуже сумний, але водночас і надзвичайно красивий роман. Давід Фоенкінос майстерно препарує феномен захоплення мистецтвом, а його впізнаваний стиль не може залишити байдужим. Дуже хотілося б, аби ця книга була екранізована. Переконана, що "До краси" стала б чудовим фільмом про другий шанс у житті, а також про необхідність рухатися далі попри все. |

### Книга, яку варто прожити
|  | "До краси" - історія більше внутрішнього, ніж зовнішнього світу. Звісно, події в ньому відбуваються, вони сильно впливають на персонажів. Однак те, як вони переживають їх, важить набагато більше. Ця книга розповідає про замовчуваний біль, коли головна героїня не може сказати, що з нею відбувається. Вона лишається сам на сам з власною бідою. Автор показує, що це може зруйнувати людину. Але такі висновки читач робить вже тоді, коли сторінки добігають кінця. Перша половина книжки сповнена загадковості. Вона втілена в іншому героєві - дивакуватому і тривожному. Письменник неквапливо розмотує клубок таємниці, яку цей персонаж носить у собі. Чому він утік від звичного життя? Що приховує? Таким чином сюжет виходить на його студентку - обдаровану художницю, яка своїми переживаннями повністю полонить читача. Крім того, книжка багато говорить про мистецтво, про його внутрішні чинники. Розповідає й історію Модільяні і його коханої Жан. Куди ж без цього? Адже це - Франція, Париж, світ митців. Поринути в нього дуже цікаво. Щоб і собі, читаючи, прожити непростий сюжет. |

### Ніжно про гостре
|  | Сильна книга, яка оголює непрості питання насильства. Зачаровує мало не з першої сторінки, принаймні я "попалася на гачок" цієї книги, адже сюжет так закручений, що важко розгадати, як саме все це пов'язано між собою. Адже перша частина розповідає про успішного і шанованого науковця, який кидає усю свою кар'єру та влаштовується на роботу звичайним доглядачем в музеї Орсе. І все це через якесь неймовірне негативне потрясіння. Таємниця, з якою живе професор, гнітить і не дає спокійно жити. Друга частина розповідає про юну Камілу Перотен, а особливо про її навчання в ліцеї. А також про неймовірне захоплення творчістю, а точніше - малюванням. Її творчий шлях був не зовсім легким, хоча талант дівчини визнавали всі. Та насилля, якого вона зазнала, поставило глибокий слід в її свідомості. Як поєднані ці персонажі - читайте в книзі, не хочеться спойлерити. Але це явно не те, що можна подумати, прочитавши анотації та відгуки. І так, ця книга відверта, вона витягує з-за камарків такі таємниці, які приховує багато талановитих жінок. І хтось може це перебороти, хтось не витримує і ламається, але проблема ця існує давно. І навіть сьогодні далеко не завжди можна захистити честь невинної жінки, не почувши що сама винна... |

### Така різна краса
|  | З Антуаном ми знайомимось на першій сторінці. Одразу зрозуміло, що він розумний, ерудований чоловік, проте так само одразу відчувається, що в нього є таємниця. Він бачить світ чітко і прозоро, і саме в цьому є своя нотка гумору. Раптово він вирішує втекти від життя, але це виявляється не так легко, оскільки гострий розум неможливо приспати і за його ж словами «Цікавість розмежовує світ живих і світ тіней». Головний герой проведе читача в глибини музею Орсе, а заразом відкриє старі таємниці та болючі спогади своєї найкращої учениці Камілли. Загалом історія цікава, місцями напружена, місцями вражаюча. Показує, що в житті ми не завжди можемо впоратися з проблемами і перебуваємо у вічному пошуку чи то їх вирішення, чи то легкого виходу. Особисто мені ця книга сподобалась трішки менше, ніж знаменита «Ніжність» цього автора. Але і за настроєм ці історії дуже різні, хоча неповторний стиль автора однозначно прослідковується. Окреме дякую видавцю за чудову обкладинку та якісний переклад. Ви дозволяєте красі проникнути в життя читача. |